# Slimer
Slimer is een geest uit de films van Ghostbusters en houdt van eten en mensen laten schrikken.

## Beschrijving
Slimer is een groen spook dat zijn debuut maakte in de eerste film. Daarin was hij het eerste spook dat het team ving. Hij heeft een vaste rol in de series The Real Ghostbusters en Extreme Ghostbusters, waarin hij lid is van het team als hun mascotte en huisdier. Slimer heeft een gevoel voor humor dat alleen door hem begrepen wordt, en een onstilbare honger. Hij is goede vrienden met de Stay Puft Marshmallow Man.